# Гарднър (езеро)
Гарднър (на английски: Lake Gairdner) е безотточно солено езеро в южната част на Австралия, в южната част на щата Южна Австралия, трето по големина на континента след езерата Еър и Торънс. Разположено е на 121 m н.в., в суха и пустинна местност. При пълен обем площта му е 3373 km², с дължина от север на юг 160 km и максимална ширина 48 km.
Езерото Гарднър е разположено в полупустинна равнина, изпъстрена с безкрайни дюни, съставени от червеноцветни пясъци, на север от хребета Голер, на 150 km северозападно от пристанищния град Порт Огъста и на 440 km северозападно от столицата на щата Южна Австралия град Аделаида. Подхранва се предимно от дъждовете и от 6 малки, къси и временни реки, стичащи се от хребета Голер. Площта на водното огледало силно се колебае през отделните сезони. През зимата, по време на дъждовния сезон площта му значително се увеличава и достига до 3373 km², но това се случва много рядко. През лятото почти пресъхва и представлява плоска падина, покрита с рядка кал и с дебела (до 1,2 m) кора от сол. Заедно с езерата Еверард на запад и Харис на северозапад е включено в националния парк „Гарднър“.
През октомври 1857 г. тогавашният (1855 – 1862) губернатор на Южна Австралия Ричард Макдонъл (1814 – 1881) го наименува гарднър, в чест на Гордън Гарднър, главен чиновник в правителството на Южна Австралия.